# فرهنگ زرزی
فرهنگ زارزی یکی از فرهنگ‌های باستان‌شناختی فرا پارینه‌سنگی و میان‌سنگی در عراق، ایران، و آسیای مرکزی است. دوره این فرهنگ از حدود ۱۸ تا ۸ هزار سال پیش از میلاد برآورد شده است. در همین منطقه پیش از فرهنگ زارزی فرهنگ برادوستی وجود داشت و با فرهنگ ایمرتی قفقاز مرتبط بود.
نام این فرهنگ از غار زارزی واقع در کردستان عراق گرفته شده که دورتی گاروت برای بار نخست آن را کاوش نمود و در آن ریزتیغه‌های بسیاری از این دوره یافته شده‌است.
اشکال آن‌ها کوتاه و ذوزنقه نامتقارن و مثلث‌های توخالی است.